# Capannori
Capannori est une ville italienne d'environ 46 000 habitants, située dans la province et la plaine de Lucques en Toscane, dans l'Italie centrale. La ville abrite fouilles et témoignages archéologiques étrusques, romains et romans.

## Géographie
Capannori est la plus grande commune italienne en dehors des chefs-lieux de province.

## Politique et administration
| Période | Période  | Identité      | Étiquette     | Qualité |
| ------- | -------- | ------------- | ------------- | ------- |
| 2014    | En cours | Luca Menesini | centre gauche |         |

### Hameaux
Frazioni de la commune :
- Badia di Cantignano
- Camigliano : Villa Torrigiani
- Capannori, pieve et propositure. Ici est né - et enseveli - le cardinal Alfredo Pacini secrétaire du Pape Jean XXIII lorsqu'il était nonce à Paris
- Carraia
- Castelvecchio di Compito
- Colle di Compito
- Colognora di Compito
- Coselli
- Gragnano
- Guamo : aqueduc du XIXe siècle de Lorenzo Nottolini
- Lammari
- Lappato
- Lunata
- Marlia : Villa Reale
- Massa Macinaia
- Matraia
- Paganico
- Parezzana
- Petrognano
- Pieve di Compito
- Pieve San Paolo
- Ruota
- Sant'Andrea di Compito
- Sant'Andrea in Caprile
- San Colombano : villa del Vescovo
- San Gennaro : chaire de 1168
- San Ginese di Compito
- San Giusto di Compito
- San Leonardo in Treponzio : église de style roman lucquois XIe siècle
- San Martino in Colle
- San Pietro a Marcigliano
- Santa Margherita
- Segromigno in Monte : œuvres de Baccio da Montelupo, Luigi Ademollo. Villa Mansi
- Segromigno in Piano
- Tassignano
- Tofori
- Toringo
- Valgiano
- Verciano
- Vorno et la Pieve di Vorno

### Communes limitrophes
Altopascio, Bientina, Borgo a Mozzano, Buti, Calci, Lucques, Montecarlo, Pescia, Porcari, San Giuliano Terme, Villa Basilica

### Jumelages
- Losheim (Allemagne) ;
- La Gaude (France) ;
- Saint-Agrève (France).

## Population et société

### Naissance du mouvement «Zéro déchet» européen
En 1994, sous la menace que la construction d'un incinérateur faisait peser sur leur santé, les habitants de Capannori, emmenés par l'instituteur Rossano Ercolini et soutenus par le maire Giorgio Del Ghingaro, décidèrent de transformer profondément leur manière de consommer et de produire des déchets. Leur mobilisation victorieuse, guidée par le slogan « zéro déchet » essaima par la suite dans de nombreuses villes et villages italiens, puis en Espagne et à travers toute l'Europe.

## Économie
- Oliviers et vignobles.
- Maïs et céréaliculture.
- Importante industrie du papier compte tenu de l'abondance de l'eau.
- Fabrication de chaussures.

## Culture et patrimoine

### Villas et palais
- Villa Mansi à Segromigno, XVIIe siècle.
- Villa Torrigiani à Camigliano, XVIIe siècle, bâtie par Nicolao Santini, ambassadeur de la république lucquoise à Versailles.
- Villa royale de Marlia, qu'Elisa Bonaparte (sœur de  Napoléon Ier) princesse de Lucques, a restauré. Avec ses 19 hectares de parc, la villa possède l'un des plus beaux jardins d'Italie.
- Villa Antelminelli, aujourd'hui Meschi (dans le hameau San Colombano), XVIe siècle, appelée également villa de l'évêque (Villa del Vescovo).
- Palais des cent fenêtres (Palazzo delle Cento Finestre) ou Villa Gigli (à Badia di Cantignano), auparavant monastère des Camaldules de San Salvatore di Cantignano.

## Personnalités nées à Capannori
- Felice Matteucci inventeur, en commun avec le luquois Eugenio Barsanti, du moteur à explosion breveté en 1854. Felice Matteucci est mort à Vorno
- Lorenzo Nottolini, ingénieur, est né à Segromigno in Piano
- Gemma Galgani, sainte catholique est née à Camigliano
- Rossano Ercolini
- Alfredo Pacini
- Albano Pera

### Articles liés
- Liste des villes italiennes de plus de 25 000 habitants
- Zéro déchet